# Caulobacteraceae
Famille
Les Caulobacteraceae sont une famille de bactéries de l'ordre des Caulobacterales, dans la classe des Alphaproteobacteria. Caulobacter est le genre type.

## Liste des genres
Selon GBIF (15 juin 2021) :
- Asticcacaulis Poindexter, 1964
- Brevundimonas Segers et al., 1994
- Caulobacter Henrici & Johnson, 1935
- Phenylobacterium Lingens et al., 1985

Selon la LPSN (15 juin 2021) :
- Aquidulcibacter Cai et al. 2018
- Asticcacaulis Poindexter 1964 (Approved Lists 1980)
- Brevundimonas Segers et al. 1994
- Caulobacter Henrici and Johnson 1935 (Approved Lists 1980)
- Phenylobacterium Lingens et al. 1985
- Terricaulis Vieira et al. 2020